# 米谷奈奈未
米谷奈奈未（日语：／ Yonetani Nanami */?，2000年2月24日—）是日本前偶像藝人，為女子偶像團體櫸坂46前成員，大阪府出身。2015年以櫸坂46一期生身分出道。2018年12月22日自櫸坂46畢業，並退出演藝圈。

## 經歷
2015年8月21日，通過最後審查正式成為更名後的櫸坂46創團成員。
2016年4月6日，以櫸坂46第一張單曲《沉默的多數》而正式出道。
2017年2月27日，獲選為第4張單曲《不協和音》的選拔成員，並且首次站在第一排。
2018年9月22日，於櫸坂46官網的個人部落格中宣布將於櫸坂46第7張單曲《矛盾心理》的宣傳活動結束後，從櫸坂46畢業，畢業後將專注於學業上。12月22日，參加於INTEX大阪舉行的全國握手會，正式從櫸坂46畢業，並從演藝圈引退。
2019年2月10日，參加櫸坂46第7張單曲《矛盾心理》發售紀念的特別活動「私物簽名會」，正式結束所有在櫸坂46的活動。

## 人物
乃木坂46推的成員是橋本奈奈未，因得知橋本和自己的名字一樣而關注橋本奈奈未和乃木坂46，進而喜歡上乃木坂，成為想加入櫸坂46的契機。
本人在《櫸字、會寫嗎?》節目上透漏喜歡觀察微生物尤其是藻類，藻類當中最喜歡的是團藻。

## 參與歌曲
- 標註「★」符號表示該首歌曲有拍攝MV。

### 單曲
櫸坂46
|     | 發行日期         | 單曲名稱     | 參與歌曲名稱     | MV | 備註            |
| --- | ---------------- | ------------ | ---------------- | -- | --------------- |
| 1st | 2016年04月06日   | 沉默的多數   | 沉默的多數       | ★  | 出道作品        |
| 1st | 2016年04月06日   | 沉默的多數   | 牽手回家吧       | ★  |                 |
| 1st | 2016年04月06日   | 沉默的多數   | 沒有你           |    |                 |
| 2nd | 2016年08月010日  | 世界上只有愛 | 世界上只有愛     | ★  |                 |
| 2nd | 2016年08月010日  | 世界上只有愛 | 談談未來吧…      | ★  |                 |
| 3rd | 2016年011月030日 | 兩人季節     | 兩人季節         | ★  |                 |
| 3rd | 2016年011月030日 | 兩人季節     | 大人都不相信     | ★  |                 |
| 3rd | 2016年011月030日 | 兩人季節     | 制服與太陽       | ★  |                 |
| 4th | 2017年04月05日   | 不協和音     | 不協和音         | ★  |                 |
| 4th | 2017年04月05日   | 不協和音     | W-KEYAKIZAKA之詩 | ★  | 櫸&平假名櫸坂組 |
| 4th | 2017年04月05日   | 不協和音     | 獨特自我         | ★  |                 |
| 5th | 2017年04月05日   | 就算風吹     | 就算風吹         | ★  |                 |
| 5th | 2017年04月05日   | 就算風吹     | 避雷針           | ★  |                 |
| 6th | 2018年03月07日   | 打破玻璃！   | 打破玻璃！       | ★  |                 |
| 6th | 2018年03月07日   | 打破玻璃！   | 該回去森林了吧？ | ★  |                 |
| 7th | 2018年08月15日   | 矛盾心理     | 矛盾心理         | ★  |                 |
| 7th | 2018年08月15日   | 矛盾心理     | Student Dance    | ★  |                 |
| 7th | 2018年08月15日   | 矛盾心理     | I'm out          |    |                 |

### 專輯
櫸坂46
|      | 發行日期        | 專輯名稱 | 參與歌曲名稱             | 備註            |
| ---- | --------------- | -------- | ------------------------ | --------------- |
| 01st | 2017年07月019日 | 抹黑純真 | 星期一的早晨，裙子被剪了 |                 |
| 01st | 2017年07月019日 | 抹黑純真 | 從哪能看見東京鐵塔？     |                 |
| 01st | 2017年07月019日 | 抹黑純真 | 太陽不會選擇抬頭的人     | 櫸&平假名櫸坂46 |
| 01st | 2017年07月019日 | 抹黑純真 | 危險計劃                 |                 |
| 01st | 2017年07月019日 | 抹黑純真 | 你已不在                 |                 |
| 01st | 2017年07月019日 | 抹黑純真 | 芭蕾舞與少年             | 156             |

## 演出

### 電視劇
- 誰殺了德山大五郎？（2016年7月17日－10月2日，東京電視台）：飾演 米谷奈奈未[11][12]
- 殘酷的觀眾們（2017年5月18日－7月20日，日本電視台）：飾演 吉村梓[13]

## 外部連結
- 櫸坂46個人介紹頁（日語）
- 米谷奈奈未 官方部落格 - 櫸坂46官方網站（2015年11月14日－2018年12月31日）（日語）